# Ulica Raciborska w Rybniku
Ulica Raciborska w Rybniku – jedna z głównych i bardziej ruchliwych ulic w Rybniku. Ulica rozciąga się od rynku i kończy na granicy z Rydułtowami.
Droga biegnie ze wschodu na zachód.

## Obiekty
Śródmieście/Smolna:
- Park nad Nacyną
- galeria Plaza

Maroko-Nowiny:
- schron bojowy
- stacja paliw BP
- sklepy (w tym spożywczy Biedronka)
- w pobliżu także Parafia Matki Bożej Częstochowskiej w Rybniku

W dzielnicy Niewiadom droga przebiega przez pozostałości nieczynnej kopalni Szczęście Beaty.